# Kuničky
Kuničky är en ort i Tjeckien.   Den ligger i regionen Södra Mähren, i den östra delen av landet, 180 km öster om huvudstaden Prag. Kuničky ligger 535 meter över havet och antalet invånare är 264.
Terrängen runt Kuničky är kuperad åt nordväst, men åt sydost är den platt. Runt Kuničky är det ganska tätbefolkat, med 124 invånare per kvadratkilometer. Närmaste större samhälle är Blansko, 8,4 km söder om Kuničky. I omgivningarna runt Kuničky växer i huvudsak blandskog.